# Grift (Betuwe)

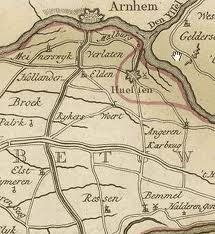
Kaart van de Over-Betuwe uit de achttiende eeuw. Hierop is de Grift duidelijk aangegeven.

De Grift was een kanaal tussen Arnhem en Nijmegen. Deze trekvaart begon bij de buurtschap De Praets, aan de zuidkant van de Nederrijn bij Arnhem. Het liep via de dorpen Elden en Elst en kwam bij Lent weer uit in de Waal. Ten noorden van Elst kruiste de Grift de Linge.
De Grift was een initiatief van het stadsbestuur van Nijmegen. In de vroege 17e eeuw had de stad last van economische teruggang. Een goede verbinding met het noorden moest soelaas bieden. Nijmegen betaalde 75 procent van de aanlegkosten, Arnhem de overige 25 procent. 
Het kanaal kwam gereed in 1611. Aan beide kanten van de Grift lagen brede dijken met jaagpaden, waarop ook het landverkeer zich kon verplaatsen. In 1634 brak door zware ijsgang de bandijk bij Lent door. Het water verwoestte onder andere de gemetselde sluizen van de Grift bij het dorp. De sluizen werden niet meer herbouwd waardoor alle goederen voor de trekschuitvaart hier overgeslagen moesten worden.
De onderhoudskosten van de Grift waren hoog en de opbrengsten vielen tegen, waardoor in 1743 de trekvaart in onbruik raakte. Na de sluiting van het kanaal verzandde het en werd het uiteindelijk gedempt. De waterloop verdween hierdoor. Wel bleef het jaagpad een belangrijke verbindingsroute.
In Lent herinnert de straatnaam Griftdijk (-Noord en -Zuid) nog aan de Grift. De Rijksweg door Elst en Elden volgt nu nog grotendeels het traject van het jaagpad.